# 898 Hildegard
898 Hildegard este un asteroid din centura principală, descoperit pe 3 august 1918, de Max Wolf.